# Vinderupkredsen
Vinderupkredsen er en tidligere valgkreds, der i 1920 blev en opstillingskreds i Ringkøbing Amtskreds. Kredsen blev oprettet forud for folketingsvalget i 1895 og nedlagt forud for valget i 1971.

## Vinderupkredsens folketingsmedlemmer 1895-1971
(For perioden 1918-1971 er listen ikke fuldstændig)
- 1895-1898: gårdejer Laurids Skov, (Venstre)
- 1898-1906: husejer, kreditforeningsrevisor, præstegårdskosulent Søren Svendsen, Bjerringbro (Forhandlende Venstre)
- 1906-1909: gårdejer Anders Andersen, (Venstrereformpartiet)
- 1909-1918: dr. phil., senere minister Laust Moltesen, (Venstre).
- 1918-1920: gårdejer, tidligere trafikminister J.J. Jensen-Onsted, (Det Radikale Venstre).
- 1920-1926: dr. phil., senere minister Laust Moltesen, (Venstre).
- 1929-1932: dr. phil., tidligere udenrigsminister Laust Moltesen, (Venstre).
- 1929-1950: gårdejer M.P. Rasmussen-Gylling, (Det Radikale Venstre).
- 1950-1966: gårdejer, senere statsrevisor Jacob S. Kirkegaard, (Det Radikale Venstre).
- 1968-1971: gårdejer, statsrevisor Jacob S. Kirkegaard, (Det Radikale Venstre).

## Vinderupkredsens historie
Kernen i Vinderupkredsen var de sogne fra Skivekredsen, der havde afstemningssted på proprietærgården Landting fra 1834 til 1847. 
I 1848 blev dette tidligere afstemningsområde (Ejsing, Sahl (med Vinderup), Handbjerg, Vejrum, Hjerm, Gimsing (med Struer Havn), Estvad og Rønbjerg sogne) overflyttet fra Skivekredsen til Holstebrokredsen. 
Et forlig i 1894 mellem Højre og Det Moderate Venstre i banede vejen for Estrups afgang som konseilspræsident. Forligspartierne var bekymrede over den radikale og socialdemokratiske fremgang, og besluttede derfor at oprette 12 nye valgkredse – fortrinsvis i områder, hvor Højre og De Moderate stod stærkt. 
Vinderupkredsen var én af disse nye kredse. Udover de sogne, der tidligere havde haft afstemningssted på Landting, fik kredsen tilført sogne fra Salling), et par sogne vest for Struer samt nogle sogne mod syd. 
Det gik ikke helt som planlagt. Allerede i 1895 mistede de 2 partier deres flertal i Folketinget. I Vinderupkredsen hævdede De Moderate stillingen til 1906, da kredsen tabtes til Venstrereformpartiet. Dette parti havde både radikale og moderate elementer. 
I den voksende havneby Struer (købstad fra 1917) vandt socialdemokraterne frem. Fra 1909 vandt Det Radikale Venstre indpas især blandt landbefolkningen i den østlige del af kredsen. Således var 5 af af de 7 medlemmer af Lem-Vejby sogneråd radikale i en periode. I den vestlige del af kredsen holdt den moderate del af Venstre derimod stillingen. 
Ved oprettelsen i 1895 bestod kredsen af sogne fra Ginding og Hjerm herreder i Ringkøbing Amt samt af sogne fra Rødding Herred i Viborg Amt. 
Ved kredsens nedlæggelse i 1971 blev størstedelen indlemmet i Holstebrokredsen. De tidligere Rødding, Lihme, Lem-Vejby og Håsum-Ramsing kommuner i Rødding Herred blev en del af Spøttrup Kommune og kom dermed tilbage til Skivekredsen. Den tidligere Estvad-Rønbjerg Kommune kom til Skive Kommune og blev dermed også en del af Skivekredsen. 
I 2007 bliver den tidligere Vinderupkreds fordelt mellem Struerkredsen, Skivekredsen og Holstebrokredsen, der alle ligger Vestjyllands Storkreds.